# نيكولاي زامفير (لاعب كرة قدم)
نيكولاي زامفير هو لاعب كرة قدم روماني، ولد في 26 أبريل 1967 في Urzicuța ‏ في رومانيا. لعب مع بي36 توشهافن.

## وصلات خارجية
- نيكولاي زامفير (لاعب كرة قدم) على موقع قاعدة بيانات كرة القدم.إي يو (الإنجليزية)
- نيكولاي زامفير (لاعب كرة قدم) على موقع ناشيونال فوتبول تيمز (الإنجليزية)
- نيكولاي زامفير (لاعب كرة قدم) على موقع عالم كرة القدم.نت (الإنجليزية)